# Флаг Биафры
Государственный флаг Республики Биафра состоял из трёх горизонтальных равновеликих полос: верхняя — красная, средняя — чёрная, нижняя — зелёная. В центре чёрной полосы располагалась корона в виде восходящего солнца, имеющего 11 лучей, представляющие 11 провинций Биафара.
Дизайн флага был позаимствован с панафриканского флага Маркуса Гарви. 